# Liotyphlops
Liotyphlops — рід змій родини американських сліпунів (Anomalepididae). Представники цього роду мешкають в Центральній і Південній Америці.

## Види
Рід Liotyphlops нараховує 12 видів:
- Liotyphlops albirostris (W. Peters, 1857)
- Liotyphlops anops (Cope, 1899)
- Liotyphlops argaleus Dixon & Kofron, 1984
- Liotyphlops bondensis (Griffin, 1916)
- Liotyphlops caissara Centeno, Sawaya & Germano, 2010
- Liotyphlops haadi Silva-Haad, Franco & Maldonado, 2008
- Liotyphlops palauophis Marra Santos, 2023
- Liotyphlops schubarti Vanzolini, 1948
- Liotyphlops taylori Marra-Santos & Reis, 2018
- Liotyphlops ternetzii (Boulenger, 1896)
- Liotyphlops trefauti Freire, Caramasche & Suzart Argôlo, 2007
- Liotyphlops wilderi (Garman, 1883)

## Етимологія
Наукова назва роду Liotyphlops походить від сполучення слів дав.-гр. λειος — гладкий і τυφλωψ — сліпун.